# Sonet 12 (William Szekspir)

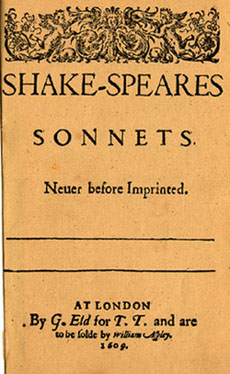
Strona tytułowa pierwszego wydania sonetów Shakespeare’a

Sonet 12 (Gdy czas w zegara uderzeniach liczę) – jeden z cyklu sonetów autorstwa Williama Shakespeare’a. 

## Treść
W sonecie tym, który podobnie, jak wcześniejsze nawołuje tajemniczego młodzieńca do posiadania potomka przedstawione są symbole przemijającego czasu, takie, jak zegar, zwiędłe kwiaty, siwizna.

## Forma
W utworze występują liczne aliteracje. W wersie pierwszym są dwie pary aliterujących słów: When I do count the clock that tells the time, natomiast w wersie ósmym występuje sekwencja czterech wyrazów rozpoczynających się do spółgłoski [b]: Borne on the bier with white and bristly beard.